# Philotheca conduplicata
Philotheca conduplicata är en vinruteväxtart som först beskrevs av Paul G.Wilson, och fick sitt nu gällande namn av Paul Irwin Forster. Philotheca conduplicata ingår i släktet Philotheca och familjen vinruteväxter. Inga underarter finns listade i Catalogue of Life.